# Hysteropterum trapezoidale
Hysteropterum trapezoidale är en insektsart som beskrevs av De Bergevin 1917. Hysteropterum trapezoidale ingår i släktet Hysteropterum och familjen sköldstritar. Inga underarter finns listade i Catalogue of Life.